# Avantasia
Tobias Sammet’s Avantasia – sideproject powołany w 2000 roku przez wokalistę i muzyka Tobiasa Sammeta znanego z występów w power metalowej grupie muzycznej Edguy. Sammet do gry w zespole zaprosił gitarzystę Henjo Richtera znanego z grupy Gamma Ray, basistę Markusa Grosskopfa znanego z grupy Helloween oraz perkusistę Alex Holzwarth znanego z grupy Rhapsody of Fire.

## Historia
Wiosną 1998 roku podczas tournée zespołu Edguy Theater of Salvation, Tobias Sammet rozpoczął zbieranie pomysłów na „operę metalową”, czyli autorski album stworzony z gościnnym udziałem zaprzyjaźnionych muzyków.
Po zakończeniu tournée przystąpił do realizacji swoich planów, werbując wielu znanych wykonawców muzyki metalowej m.in. Kai Hansena oraz byłego solistę zespołu Helloween Michaela Kiske. W 2000 roku ukazał się pierwszy album grupy pt. The Metal Opera. Koncept został ukończony we wrześniu 2002 roku drugim albumem The Metal Opera Part II.
Cykl The Metal Opera został zrealizowany w konwencji opery posiada on ciągłą fabułę, a każdy piosenkarz odgrywa inną rolę. Zdecydowaną większość utworów stanowią brzmienia powermetalowe, orkiestracje oraz śpiew chóru.
Najbardziej złożonym utworem drugiego albumu jest utwór The Seven Angels. Ten trwający ponad 14 minut utwór zawiera klasyczny refren, dźwięk dwóch gitar solowych, przejście wokalne wraz z akompaniamentem pianina. Utwór śpiewany jest przez siedmiu piosenkarzy, którzy wcielili się w postacie elfów.

## Muzycy
| Obecny skład zespołu - Tobias Sammet – instrumenty klawiszowe (2000–2002), śpiew (od 2000), gitara basowa (od 2006) - Sascha Paeth – gitara (od 2006) - Michael „Miro” Rodenberg – instrumenty klawiszowe (od 2006) Byli członkowie zespołu - Markus Grosskopf – gitara basowa (2000–2002) - Alex Holzwarth – perkusja (2000–2002) - Henjo Richter – gitara (2000–2002) - Eric Singer – perkusja (2006–2012) - Russell Gilbrook – perkusja (2012–2013) | Obecni muzycy koncertowi - Felix Bohnke – perkusja (2008, od 2011) - Oliver Hartmann – gitara, śpiew (2008, od 2011) - Bob Catley – śpiew (2008, od 2011) - Jørn Lande – śpiew (2008, 2011–2012, od 2016) - Amanda Somerville – śpiew (2008, od 2011) - Michael Kiske – śpiew (od 2011) - André Neygenfind – gitara basowa (od 2013) - Ronnie Atkins – śpiew (od 2013) - Eric Martin – śpiew (od 2013) - Herbie Langhans – śpiew (od 2016) Byli muzycy koncertowi - Robert Hunecke-Rizzo – gitara basowa (2008, 2011–2012) - André Matos – śpiew (2008) - Kai Hansen – śpiew (2008, 2011–2012) - Cloudy Yang – śpiew (2008, 2011–2012) |

## Fabuła The Metal Opera
|  |

Głównym bohaterem jest Gabriel Laymann, nowicjusz klasztoru dominikanów w Moguncji. Akcja toczy się w 1602 roku gdzie wraz z resztą braci bierze udział w polowaniu na czarownice. Jednak niespodziewane spotkanie swojej przyrodniej siostry Anny Held, osądzanej o wykonywanie czarów, powoduje że Laymann odrzuca regułę klasztoru. Podstępnie zakrada się do biblioteki gdzie studiuje zakazane księgi. Zostaje przyłapany przez swojego nauczyciela brata Jakoba i uwięziony w lochu.
Główny bohater spotyka tam starszego człowieka Lugaida Vandroiy, który przedstawia mu się jako druid (Reach Out For The Light). Spotkany człowiek opowiada Gabrielowi o innym zagrożonym wymiarze – Avantasii. W zamian za pomoc w uratowaniu Avantasii druid obiecuje uratowanie Anny. Razem udaje im się uciec z lochów (Breaking Away) po czym Vandroiy zabiera Gabriela do kamieniołomu, gdzie ukryty jest portal łączący oba światy. Vandroiy używa go by przenieść Gabriela do równoległego świata.
W tym czasie biskup Moguncji Johann Adam von Bicken, brat Jakob oraz rządca Falk von Kronberg są w drodze do Rzymu gdzie zamierzają spotkać się z papieżem Clemensem VIII (Glory of Rome). Niosą ze sobą także księgę odkrytą przez Gabriela. Wedle starożytnego zapisu wynika że księga jest ostatnią siódmą częścią pieczęci, która w całości daje właścicielowi absolutną wiedzę gdy tylko dostanie się on do wieży wyznaczającej środek Avantasii.
Gdy Gabriel dostaje się do równoległego świata jest powitany przez dwóch jego mieszkańców elfa Elderana oraz krasnoluda Regrina (Inside). Opowiadają mu o toczącej się wojnie przeciwko siłom zła oraz o planach papieża (Sign Of The Cross). Jeżeli papież użyje pieczęci połączenie między Avantasią a światem ludzi zostanie zamknięte, a oba światy dotkną straszliwe kataklizmy. Gabriel przybywa w momencie gdy Clemens VIII rozmawia z tajemniczym głosem dochodzącym z wieży. Zręcznemu Gabrielowi udaje się skraść pieczęć papieżowi po czym zanosi ją do miasta elfów (The Tower). Zdarzenie to kończy pierwszy album.
Jednak Gabriel nie jest usatysfakcjonowany. Chce dowiedzieć się więcej o świecie Avantasii dlatego Elderane wysyła nowicjusza do drzewa poznania. Tam Gabriel podczas objawienia widzi brata Jakoba który znosił okropny ból w jeziorze ognia (The Final Sacrifice). Elderane opowiada Gabrielowi o złotym kielichu ukrytym w rzymskich katakumbach. Kielich jest więzieniem dla ogromnej ilości torturowanych dusz, artefakt strzeżony jest także przez siejącą postrach bestię. Mimo niepowodzeń delfickich wypraw, Gabriel i Regrin powracają na ziemię by zmierzyć się z bestią. Przyjaciele znajdują kielich i przewracają go co umożliwia ucieczkę duszom. Przebudzona bestia zabija jednak krasnoluda, Gabrielowi udaje się uciec.
Gabriel wraca do Vandroiya, który czekał na niego. Druid spełnia obietnice, zakrada się do więzienia by uwolnić Annę. Jednak znajduje tam „przemienionego” brata Jakoba który także chce uwolnić Annę. Falk von Kronberg nakrywa ich i każe aresztować. Rozpoczęła się walka w której poległ Vandroiy raniony przez Kronberga, który później zostaje uśmiercony przez brata Jakoba. Anna ucieka by ponownie złączyć się z Gabrielem. Podążają wspólnie nieznaną drogą w przyszłość (Into The Unknown).

### Obsada
- Gabriel Laymann – Tobias Sammet
- Lugaid Vandroiy – Michael Kiske
- Friar Jakob – David DeFeis
- Bailiff Falk von Kronberg – Ralf Zdiarstek
- Anna Held – Sharon den Adel
- Bishop Johann von Bicken – Rob Rock
- Pope Clement VIII – Oliver Hartmann
- Elderane the Elf – André Matos
- Regrin the Dwarf – Kai Hansen
- Voice of the Tower – Timo Tolkki

## Dyskografia

### Albumy studyjne
| Rok                            | Tytuł                                                                                                  | Pozycja na liście | Pozycja na liście | Pozycja na liście | Pozycja na liście | Pozycja na liście | Pozycja na liście | Pozycja na liście |
| Rok                            | Tytuł                                                                                                  | FRA               | SWE               | FIN               | AUT               | DEU               | ESP               | CHE               |
| ------------------------------ | --- | ----------------- | ----------------- | ----------------- | ----------------- | ----------------- | ----------------- | ----------------- |
| 2001                           | The Metal Opera - Data: 10 lipca 2001 - Wydawca: AFM Records                                           | 118               | 48                | 36                | –                 | 35                | –                 | –                 |
| 2002                           | The Metal Opera Part II - Data: 26 sierpnia 2002 - Wydawca: AFM Records                                | 64                | 17                | 26                | –                 | 17                | –                 | 94                |
| 2008                           | The Scarecrow - Data: 25 stycznia 2008 - Wydawca: Nuclear Blast                                        | 57                | 10                | 26                | 16                | 8                 | 27                | 17                |
| 2010                           | The Wicked Symphony - Data: 3 kwietnia 2010 - Wydawca: Nuclear Blast                                   | 74                | 38                | 18                | 9                 | 2                 | 32                | 7                 |
| 2010                           | Angel of Babylon - Data: 4 kwietnia 2010 - Wydawca: Nuclear Blast                                      | 74                | 37                | 18                | –                 | –                 | 32                | 7                 |
| 2013                           | The Mystery of Time - Data: 29 marca 2013 - Wydawca: Nuclear Blast                                     | 61                | 9                 | 9                 | 11                | 2                 | 29                | 5                 |
| 2016                           | Ghostlights - Data: 29 stycznia 2016 - Wydawca: Nuclear Blast                                          | –                 | 7                 | 11                | 10                | 2                 | –                 | 8                 |
| 2019                           | Moonglow - Data: 15 lutego 2019 - Wydawca: Nuclear Blast                                               |                   |                   |                   |                   |                   |                   |                   |
| 2022                           | A Paranormal Evening with the Moonflower Society - Data: 21 października 2022 - Wydawca: Nuclear Blast |                   |                   |                   |                   |                   |                   |                   |
| „–” pozycja nie była notowana. | |                   |                   |                   |                   |                   |                   |                   |

### Single
| 2000                           | Avantasia     | 66 | 48 | The Metal Opera |
| 2007                           | Lost in Space | –  | –  | The Scarecrow   |
| 2008                           | Carry Me Over | –  | –  | The Scarecrow   |
| „–” pozycja nie była notowana. |               |    |    |                 |

### Pozostałe
| 2007                           | Lost in Space Part I (EP) - Data: 16 listopada 2007 - Wydawca: Nuclear Blast       | –  | 9 |
| 2007                           | Lost in Space Part II (EP) - Data: 16 listopada 2007 - Wydawca: Nuclear Blast      | 69 | – |
| 2008                           | The Metal Opera: Pt 1 & 2 (kompilacja) - Data: 6 marca 2008 - Wydawca: AFM Records | –  | – |
| 2008                           | Lost in Space Part I & II (kompilacja) - Data: 2008 - Wydawca: Nuclear Blast       | –  | – |
| „–” pozycja nie była notowana. |                                                                                    |    |   |

## Nagrody i wyróżnienia
| Rok  | Kategoria        | Tytułem     | Nagroda             | Nota | Źródło |
| ---- | ---------------- | ----------- | ------------------- | ---- | ------ |
| 2013 | Best German Band | Avantasia   | Metal Hammer Awards | Laur | [ 9 ]  |
| 2016 | Best Album       | Ghostlights | Metal Hammer Awards | Laur | [ 10 ] |